# Rudersdorf (Buttstädt)
Rudersdorf è una frazione del comune tedesco di Buttstädt.

## Storia
Il 1º gennaio 2019 il comune di Rudersdorf venne soppresso e aggregato alla città di Buttstädt.